# Diatomea
Las diatomeas (taxón Diatomea, Diatomeae o Bacillariophyceae sensu lato) son un grupo de algas unicelulares que constituyen uno de los tipos más comunes de fitoplancton existentes. Contiene actualmente unas 20 000 especies vivas, las cuales son importantes productores dentro de la cadena alimenticia. Muchas diatomeas son unicelulares, aunque algunas de ellas coexisten en forma de filamentos o cadenas celulares (e.g. Fragillaria), abanicos (e.g. Meridion), zigzags (e.g. Tabellaria), estrelladas (e.g. Asterionella). Una característica especial de este tipo de algas es que se hallan rodeadas por una pared celular única hecha de sílice opalino (dióxido de silicio hidratado) llamada frústula. Estas frústulas muestran una amplia variedad en su forma, pero generalmente consisten en dos partes asimétricas con una división entre ellas, característica que da nombre al grupo. La evidencia fósil sugiere que las diatomeas se originaron durante o después del periodo Jurásico temprano, aunque los primeros restos corpóreos son del Paleógeno. Las comunidades de diatomeas son una herramienta usada recurrentemente para la vigilancia de las condiciones medioambientales, de la calidad del agua y en el estudio de los cambios climáticos.

## Ecología

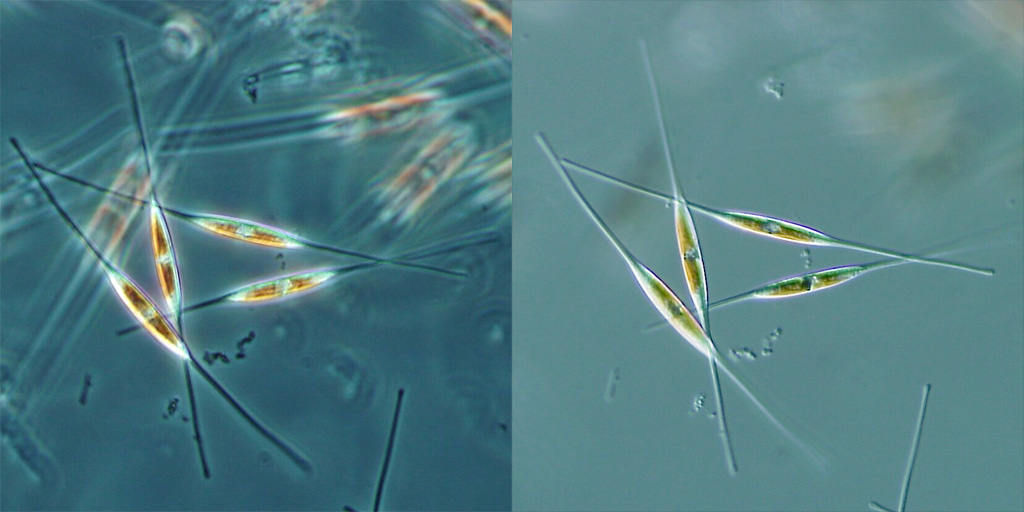
Diatomeas al microscopio

Las diatomeas son microorganismos fotosintetizadores que forman parte del fitoplancton. Como colonizadores, las diatomeas se distinguen por encontrarse en cualquier cuerpo de agua, es decir ambiente marino, dulceacuícola, e incluso terrestre sobre superficies húmedas. Otras se encuentran en ambientes donde existen condiciones extremas de temperatura o salinidad y de igual forma las encontramos interactuando con otros organismos como es el caso con las cianofíceas filamentosas donde existe un epifitismo por parte de las diatomeas. La mayoría son pelágicas (viven en aguas libres), algunas son bentónicas (sobre el fondo marino), e incluso otras viven bajo condiciones de humedad atmosférica. Son especialmente importantes en los océanos, donde se calcula que proporcionan alrededor un 45 % del total de la producción primaria oceánica. La distribución espacial del fitoplancton marino no esta restringida tanto horizontal como verticalmente. Las diatomeas habitan en todos los cuerpos de agua, desde los polos hasta las latitudes más bajas; las regiones polar y subpolar contienen relativamente pocas especies en contraste con la biota templada. Aunque las regiones tropicales exhiben la mayor cantidad de especies, las mayores poblaciones de diatomeas se hallan entre las regiones polar y templada.

## Características

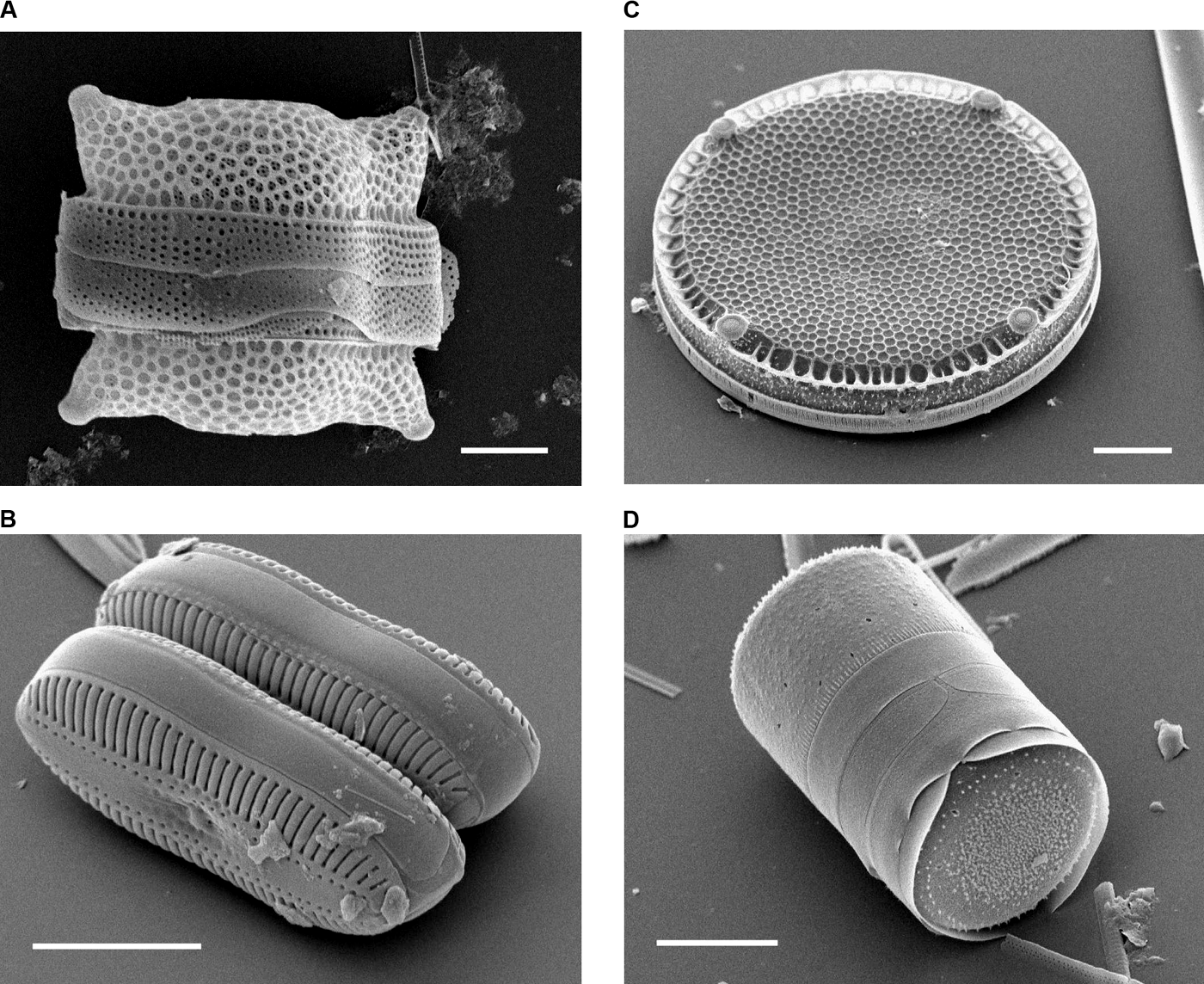
Imágenes al microscopio electrónico de barrido: A Biddulphia reticulata, B Diploneis, C Eupodiscus radiatus, D Melosira varians.

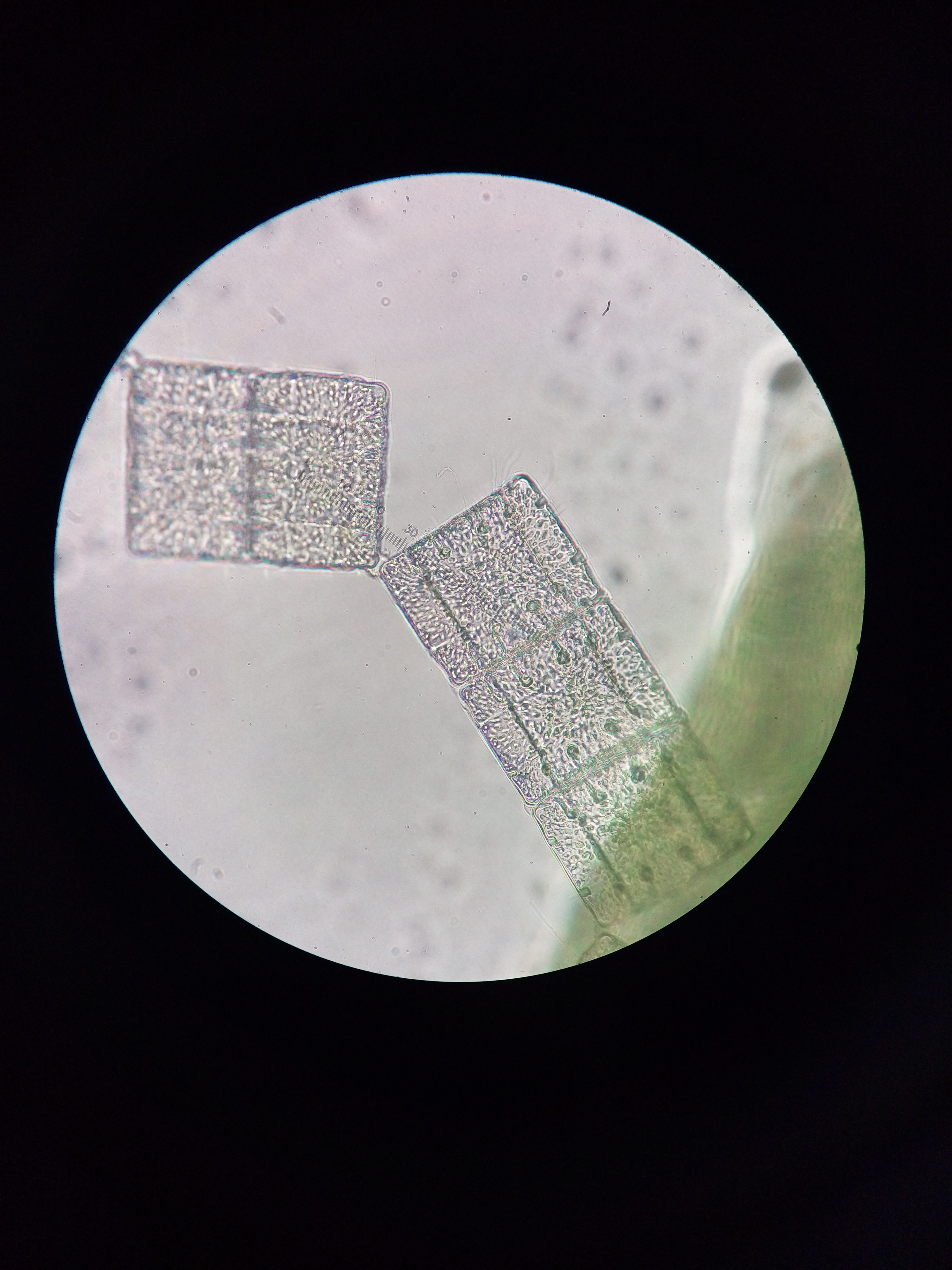
Terpsinoe musica vista en el microscopio óptico

Las diatomeas pertenecen a un gran grupo llamado Stramenopiles, el cual incluye especies tanto autótrofas (e.g algas pardas) como heterótrofas (e.g. oomicetos). Los cloroplastos amarillo-marrones de las diatomeas son típicos de los heteroncontos, con cuatro membranas, clorofilas a, c1 y c2 y pigmentos tales como β-caroteno, fucoxantina, diatoxantina y diadinoxantina. Las reservas de alimento se almacenan como carbohidratos o aceites, que además de servir de reserva, contribuyen a su flotabilidad.
Sus individuos carecen de flagelo, pero están presentes en gametos y usualmente presentan una estructura heteroconta, excepto en que carecen de vellosidades (mastigonemas) característicos de otros grupos. En general, las diatomeas no poseen movimiento propio, no obstante, algunas de ellas pueden desplazarse mediante la contracción del rafe, debido a su pared celular silícea. Las diatomeas tienden a formar cadenas de células, y estas cadenas ayudan a la flotabilidad de las células para así mantenerse en las aguas superficiales con mayor incidencia de luz por más tiempo. Algunas especies regulan activamente su flotabilidad con los lípidos intracelulares para hacer frente al hundimiento.
A pesar de ser generalmente microscópicas, algunas especies de diatomeas pueden alcanzar los dos milímetros de longitud. Las diatomeas están contenidas dentro de una única pared celular de silicato (frústula) compuesta de dos valvas separadas. La sílice biogénica de la que la pared celular se compone es sintetizada intracelularmente por polimerización de monómeros de ácido silícico. Este material es luego secretado hacia el exterior de la célula en donde participa en la conformación de la pared celular. Las valvas de las diatomeas se superponen una a otra, denominadas así entonces, la epivalva (placa superior) e hipovalva (placa inferior). El frústulo aparece delicadamente ornamentado con relieves que forman dibujos variados y perfectamente simétricos, dando lugar a dos tipos de diatomeas, las que tienen simetría radial y las de simetría lateral. Los frústulos de las diatomeas se sedimentan por gravedad cuando es digerida o muere la célula, dando origen a rocas sedimentarias como las diatomitas y moronitas.

Estructura de una Diatomea
A. Vista de la válvula
B. Vista de la faja
C. Plasto
D. Fajas de faja
E. Hipoteca
1. Nódulo central
2. Estrías; poros, punctae, manchas o puntos en una línea sobre la superficie que permiten la entrada de nutrientes y la salida de desechos de la célula
3. Areola; perforación hexagonal o poligonal en forma de caja con un tamiz presente en la superficie de la diatomea
4. Rafe, una grieta en las válvulas
5. Nódulo polar; engrosamiento de la pared en los extremos distales del rafe
6.Frústula, la pared celular dura y porosa de la capa externa, o teca
7. Pirenoide, centro de fijación de carbono
8. Plasto membranos (4, rojo secundario)
9. Membranas internas
10. Tilacoide, sitio de fase_luminosa de la fotosíntesis
11. Cuerpo oleoso, almacenamiento de triacilgliceroles
12. Mitocondria, responsable de suministrar la mayor parte de la energía a la célula.
13. Vacuola, contiene líquido unido por una membrana
14. Hebra citoplasmática; sostiene el núcleo
15. Puente protoplásmico
16. Epivalva
17. Núcleo
18. Retículo endoplasmático liso
19. Aparato de Golgi, modifica las proteínas y las envía fuera de la célula
20. Epicingulum
21. Hipocíngulo
22. Hipovalva
23. Centro de la microtúbulo

## Reproducción

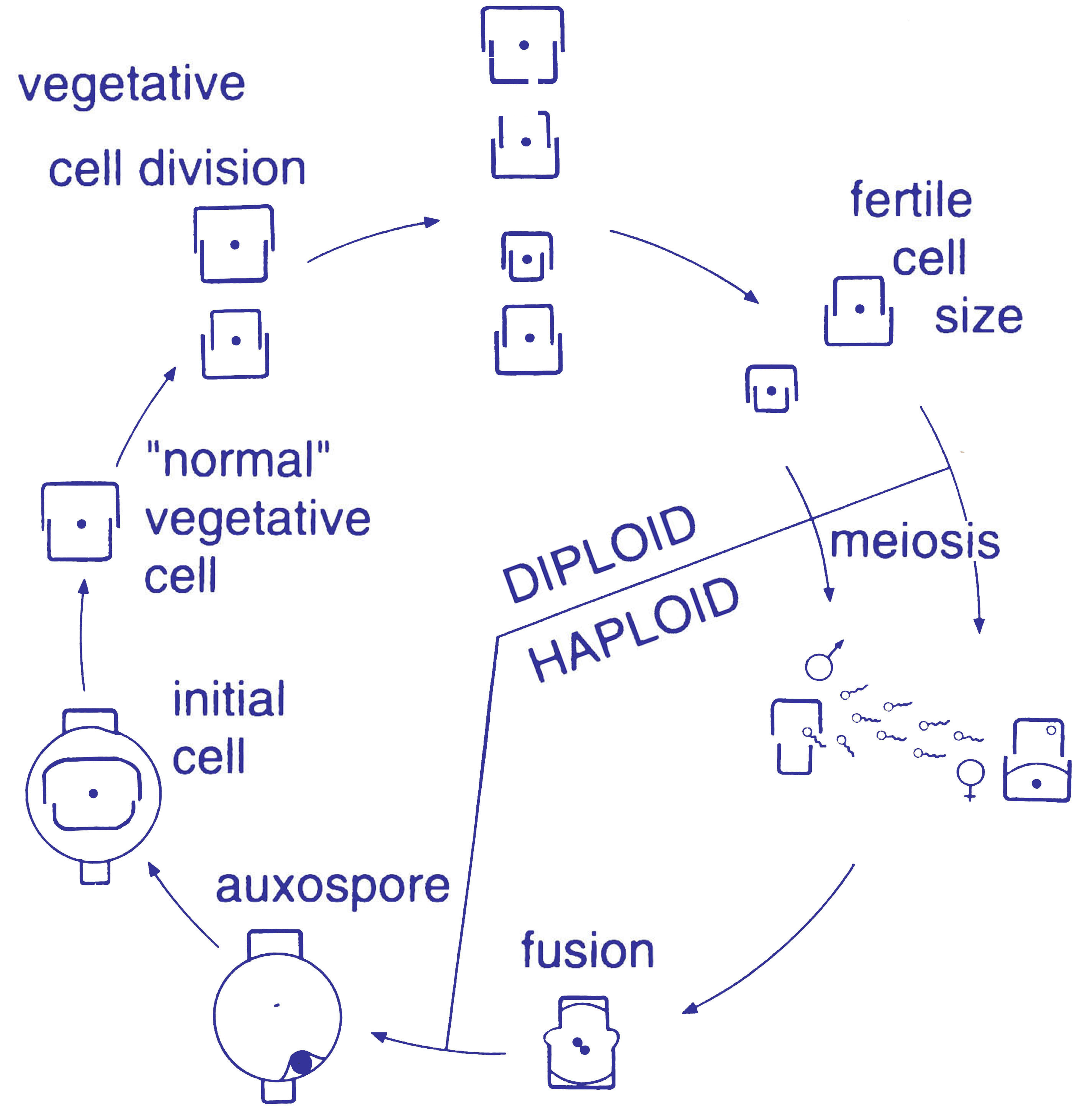
Ciclo de vida de una diatomea céntrica (oogamia)

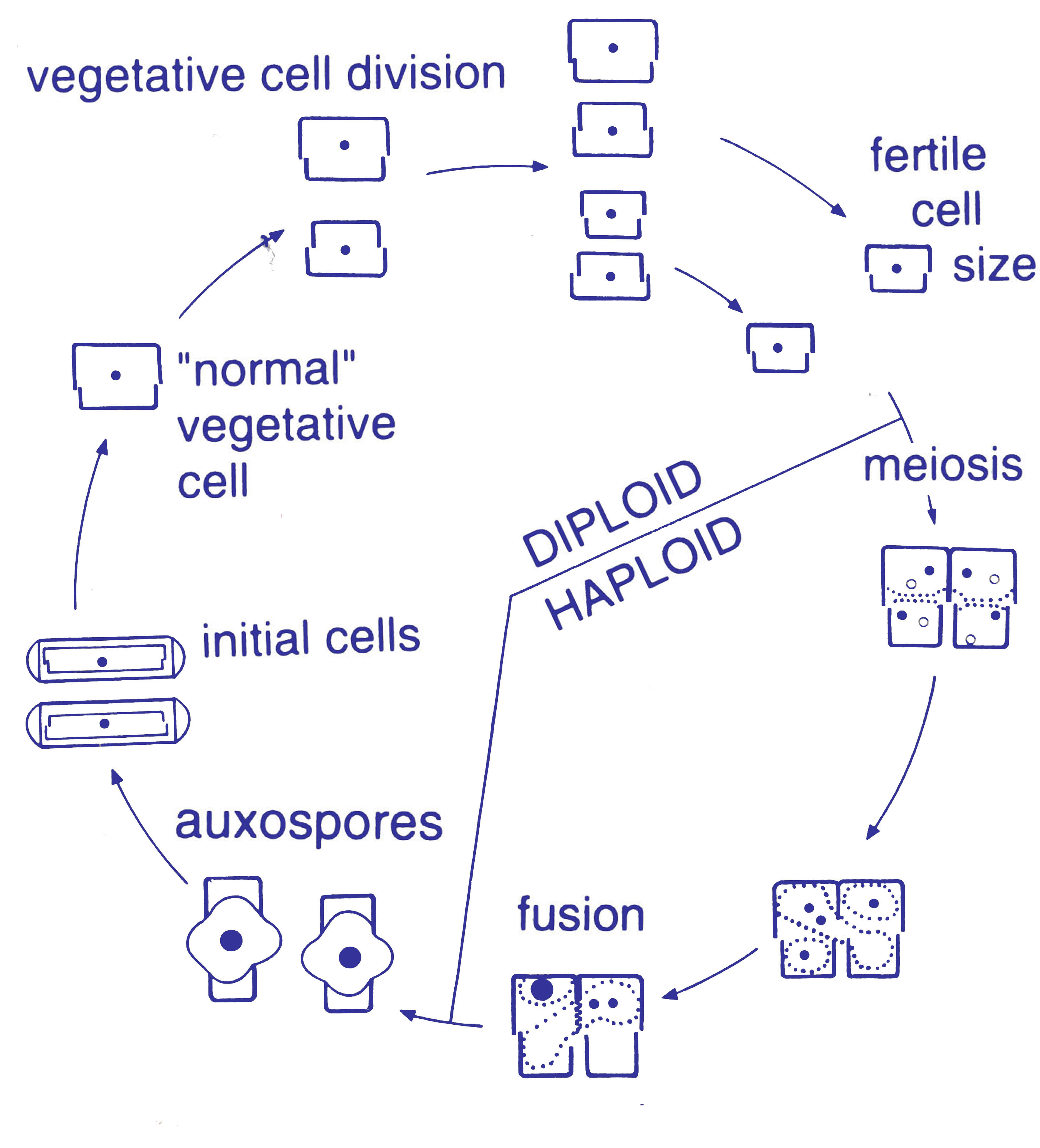
Ciclo de vida de un diatomea pennada (isogamia morfológica, anisogamia fisiológica)

Las diatomeas alternan entre la reproducción asexual por división celular, que es la más frecuente, y la reproducción sexual. En la reproducción por división celular, cada célula hija recibe una de las frústulas de la célula padre y la utiliza como frústula mayor (o epiteca), reconstruyendo una frústula menor (o hipoteca). Como consecuencia de este proceso, la célula que recibió la frústula menor resulta en una diatomea de menor tamaño que la original. Por otra parte, la frústula no puede crecer. De esta forma, en la primera generación el 50% de las diatomeas son de menor tamaño que la original y se van haciendo cada vez más pequeñas en cada generación. Se ha observado sin embargo, que algunas especies pueden dividirse sin causar una reducción en el tamaño de célula. El proceso continúa hasta que las células alcanzan una tercera parte de su tamaño máximo. Después de un determinado número de generaciones, las diatomeas se reproducen de forma sexual, produciendo gametos sin frústulas que se fusionan formando una auxospora. Este mecanismo ayuda a restablecer el tamaño original de las diatomeas porque el cigoto crece mucho antes de producir una nueva frústula.
Las células vegetativas de las diatomeas son diploides (2N) y la meiosis genera gametos machos y hembra que entonces se fusionan para formar el cigoto. El cigoto se libera de su cubierta y crece en la forma de una célula esférica cubierta por una membrana orgánica (auxospora). Cuando la auxospora alcanza su medida máxima (la de diatomea inicial), forma en su interior a una diatomea que da comienzo a una nueva generación. También pueden formarse esporas como respuesta a condiciones medioambientales desfavorables, produciéndose la germinación cuándo las condiciones mejoran.
Las diatomeas son mayoritariamente no móviles, aunque el esperma de algunas especies puede ser flagelado, con movimiento normalmente limitado al deslizamiento. En las diatomeas céntricas, los gametos machos son pequeños y tienen un flagelo, mientras que los gametos hembra son grandes e inmóviles (oogamia). Por el contrario, en las diatomeas pennadas ambos gametos carecen de flagelos (isogamia). Se ha documentado que una especie del grupo de las diatomeas pennadas sin rafe es anisógama y, por tanto, se la considera una etapa transicional entre las diatomeas céntricas y las diatomeas pennadas con rafe.

## Clasificación y filogenia

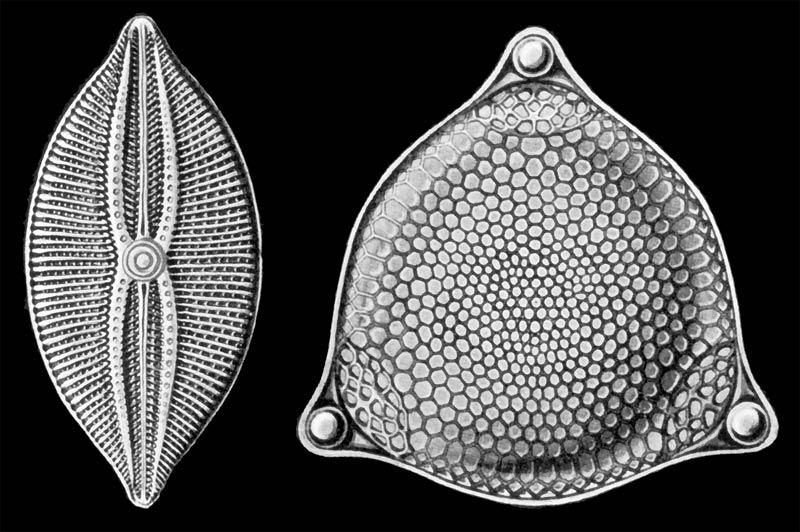
Diatomea pennada y diatomea centrada. Dibujos de Ernst Haeckel.

Las diatomeas, Diatomeae (Dumortier, 1821) o Bacillariophyceae (Haeckel, 1878), son clasificadas según la distribución de sus poros y ornamentación. Si las frústulas poseen una simetría radial o trímera se las denomina diatomeas centradas, mientras que si poseen una simetría bilateral y forma alargada se las denomina pennadas. El primer tipo es parafilético con respecto al segundo. Algunas diatomeas pennadas también presentan una fisura a lo largo del eje longitudinal, denominada rafe, que está implicada en los movimientos realizados por la diatomea. Al grupo Bolidophyceae, recientemente descubierto, se le considera una clase aparte. La clasificación más reciente considera cuatro grupos de diatomeas:
|          | Mediophyceae (P) : Centrales polares.                                                                               |
|          | |
| Pennales | \| \| Fragilariophyceae (P): Pennales sin rafe. \| \| \| \| \| \| Bacillariophyceae: Pennales con rafe. \| \| \| \| |
|          | \| \| Fragilariophyceae (P): Pennales sin rafe. \| \| \| \| \| \| Bacillariophyceae: Pennales con rafe. \| \| \| \| |
|          | Fragilariophyceae (P): Pennales sin rafe.                                                                           |
|          | |
|          | Bacillariophyceae: Pennales con rafe.                                                                               |
|          | |

|  | Fragilariophyceae (P): Pennales sin rafe. |
|  |                                           |
|  | Bacillariophyceae: Pennales con rafe.     |
|  |                                           |

|          | Mediophyceae (P) : Centrales polares.                                                                               |
|          | |
| Pennales | \| \| Fragilariophyceae (P): Pennales sin rafe. \| \| \| \| \| \| Bacillariophyceae: Pennales con rafe. \| \| \| \| |
|          | \| \| Fragilariophyceae (P): Pennales sin rafe. \| \| \| \| \| \| Bacillariophyceae: Pennales con rafe. \| \| \| \| |
|          | Fragilariophyceae (P): Pennales sin rafe.                                                                           |
|          | |
|          | Bacillariophyceae: Pennales con rafe.                                                                               |
|          | |

|  | Fragilariophyceae (P): Pennales sin rafe. |
|  |                                           |
|  | Bacillariophyceae: Pennales con rafe.     |
|  |                                           |

## Aplicaciones
La tierra diatomea es un material constituido por las frústulas de diatomeas fosilizadas, aplicado como fertilizante e insecticida en tierras para cultivo, al ser un producto natural, es inocuo y no presenta riesgos para la salud o contaminación. La tierra diatomea provee micronutrientes al suelo que son de gran importancia para el crecimiento de las plantas, pudiendo incrementar la fertilidad del suelo, actuando sinérgicamente con calcio y magnesio, además reduce la lixiviación de fósforo, nitrógeno y potasio y favorece su absorción en las plantas. La tierra diatomea también actúa como reconstituyente en tierras contaminadas por metales pesados o hidrocarburos, además neutraliza la toxicidad del aluminio en suelos ácidos y reduce la absorción de hierro y manganeso.
Las propiedades de esos materiales, formados por partículas microscópicas, intrincadas y muy regulares en tamaño, los han hecho atractivos para diversos usos, como la fabricación de la dinamita, donde la nitroglicerina es embebida, reduciendo la probabilidad de una explosión accidental.
El polvo de diatomeas se emplea como insecticida en animales y plantas. Actúa deshidratando a insectos hasta matarlos, además corta y perfora el exoesqueleto, hiriéndolos y eliminándolos de forma progresiva y efectiva. Las frústulas de las diatomeas son de origen natural, por lo cual son inocuas para animales y plantas. A diferencia de insecticidas tóxicos, el polvo de diatomeas no puede ingresar en los tejidos animales debido a su tamaño.
El polvo de diatomeas también se emplea para fabricar bandejas  moldeadas por compactación y sinterizado. Gracias a su red de frústulas microscópicas, absorben el agua y la evaporan en minutos, manteniendo la superficie seca y libre de gérmenes. Además, son químicamente inertes, duraderas y muy ligeras.
Las diatomeas pertenecen a las microalgas oleaginosas debido a que presentan fracciones lipídicas del 25 % (condiciones normales) al 45 % (condiciones de estrés), cultivables en fotobiorreactores (FBR). La producción de biodiésel a partir de diatomeas se da por medio de transesterificación del aceite preveniente de las microalgas. La producción de biodiésel se basa en la producción y captación de biomasa de diatomeas, la cual es deshidratada y sometida a ultrasonidos para que libere sus componentes, posteriormente los lípidos son separados de carbohidratos y proteínas. El aceite obtenido es sometido a transesterificación alcalina, ácida o enzimática para producir glicerol y biodiésel.
Los aceites provenientes de diatomeas son principalmente triglicéridos, que generan mezclas de ésteres de alquilo al convertirse en biocombustible. El cracking térmico o pirólisis, es un proceso alterno a la transesterificación que transforma triglicéridos en otros compuestos orgánicos simples.
Se ha determinado que las diatomeas tienen la capacidad de producir ácidos grasos poliinsaturados (AGPI) en altas concentraciones, como por ejemplo la producción de diatomeas del género Nitzschia de ácido eicosapentanoico (EPA). Nitzschia posee ventajas como la resistencia a temperaturas de hasta -6 °C y ambientes altamente salobres, además su aceite alcanza el 50 % del peso seco de la biomasa.
Las comunidades de diatomeas pueden utilizarse para la determinación de las condiciones ambientales tanto de presente como del pasado y del cambio climático. También pueden utilizarse para determinar la calidad del agua.
La demostración de la presencia de Diatomeas dentro de las cavidades cardíacas o en la médula ósea de cadáveres es utilizada en medicina forense como fuerte indicio de muerte por sumersión (ahogamiento).
En la limnología, que es el estudio de los ecosistemas acuáticos, el estudio de diatomeas permite hacer un rastreo del trascurrir en el tiempo de dichos entornos; un ejemplo puede ser la reconstrucción paleolimnológica de la Laguna Boquete, al norte de Panamá.

## Galería
Centralesː

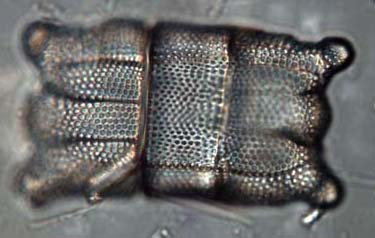
Biddulphia pulchella
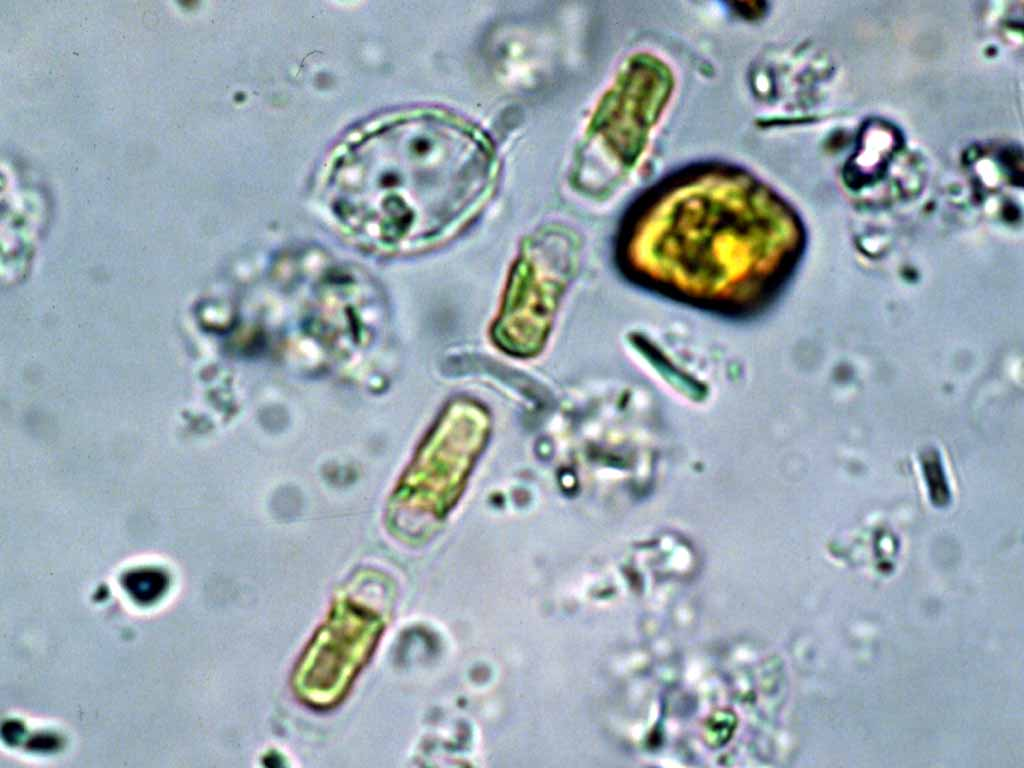
Skeltonema potamos
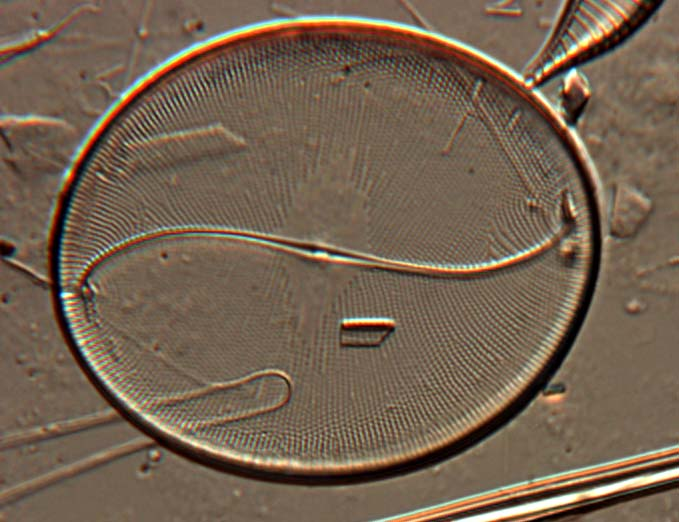
Cocconeis krammerii
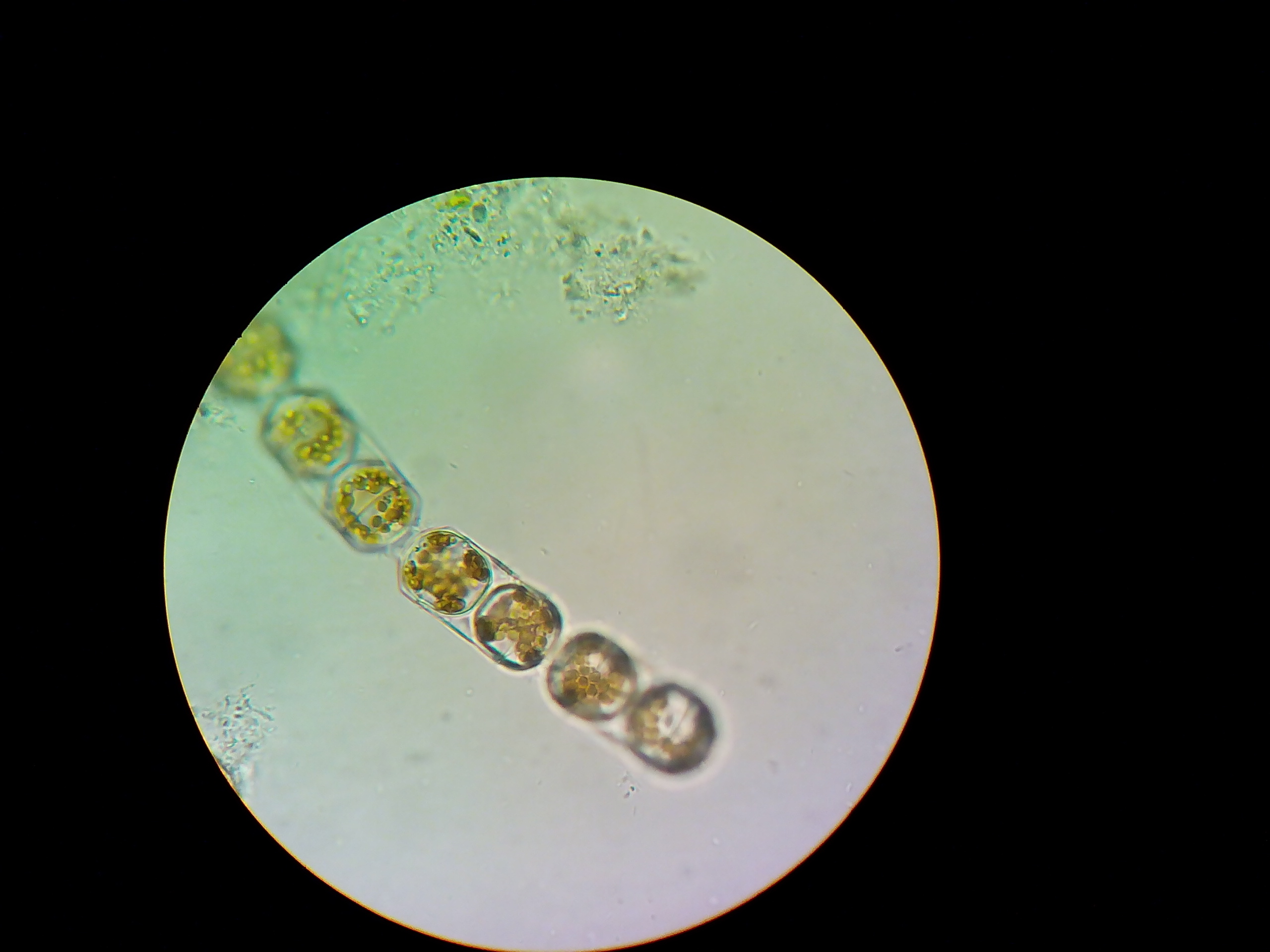
Melosira sp.
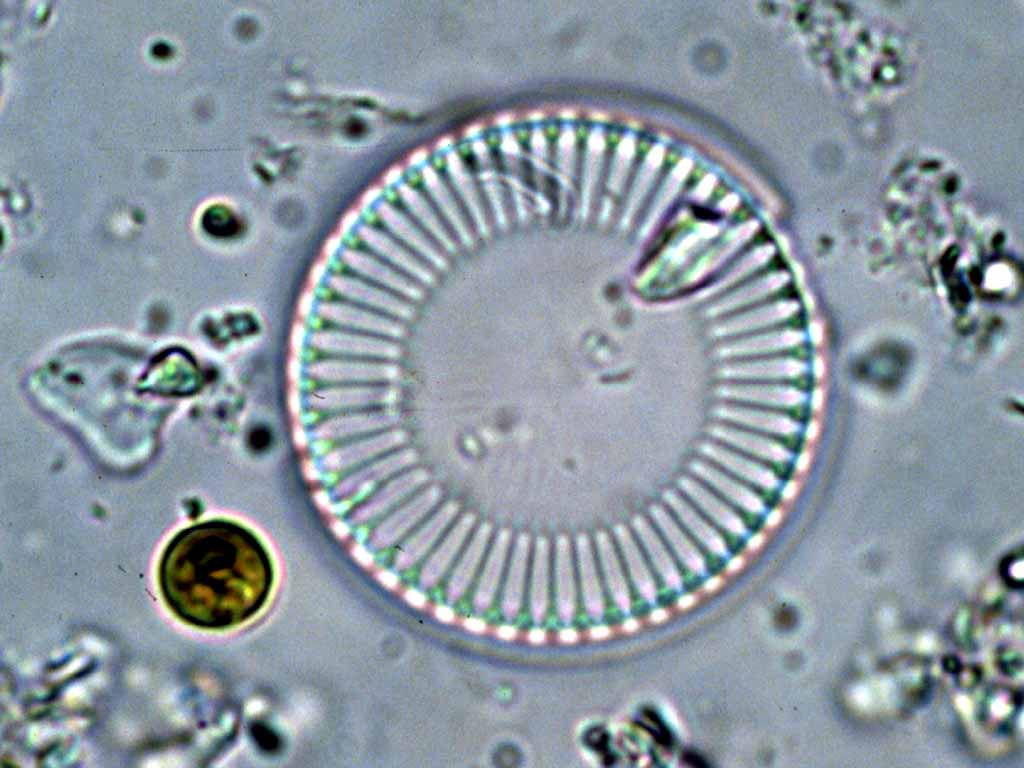
Cyclotella meneghiniana
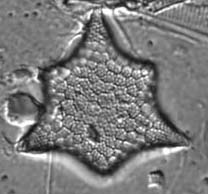
Triceratium dubium
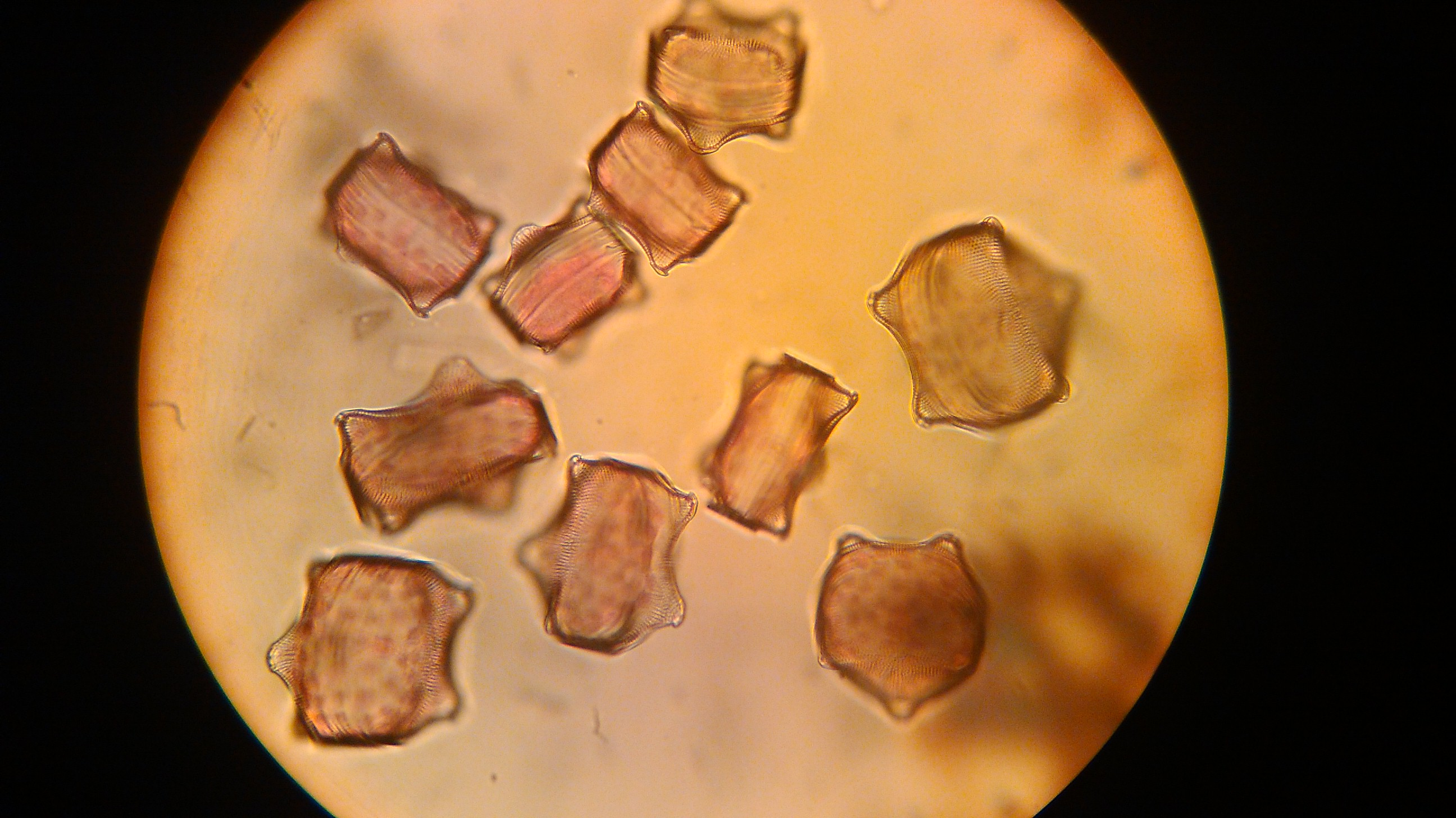
Aulacodiscus

Pennalesː

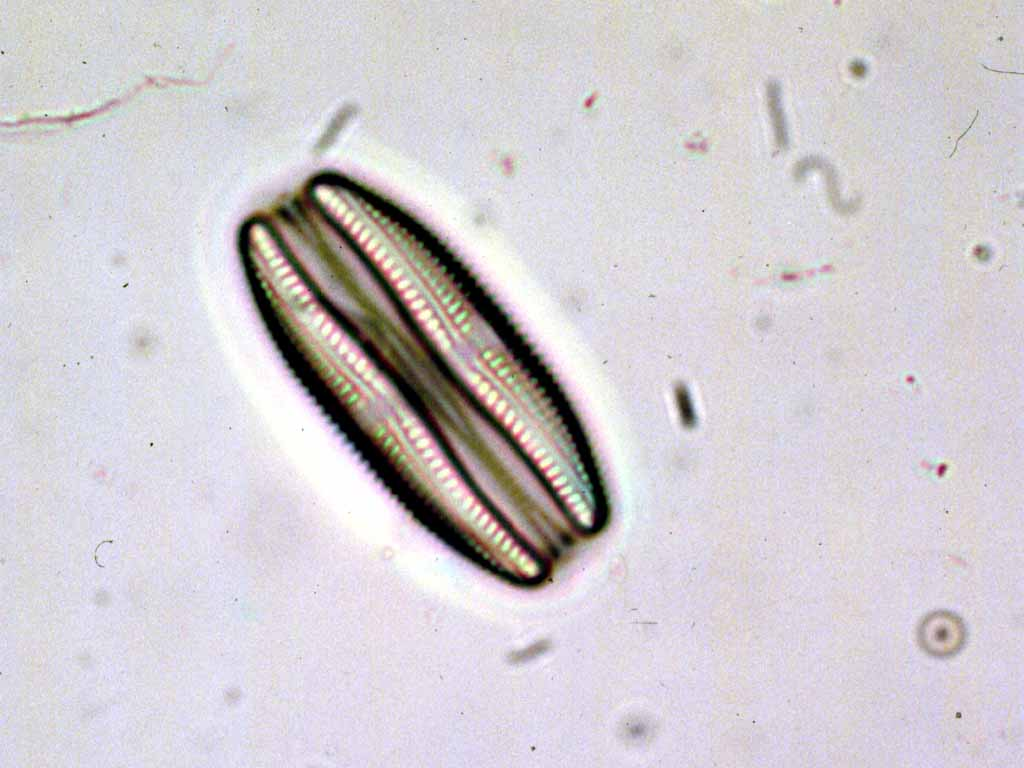
Amphoraovalis
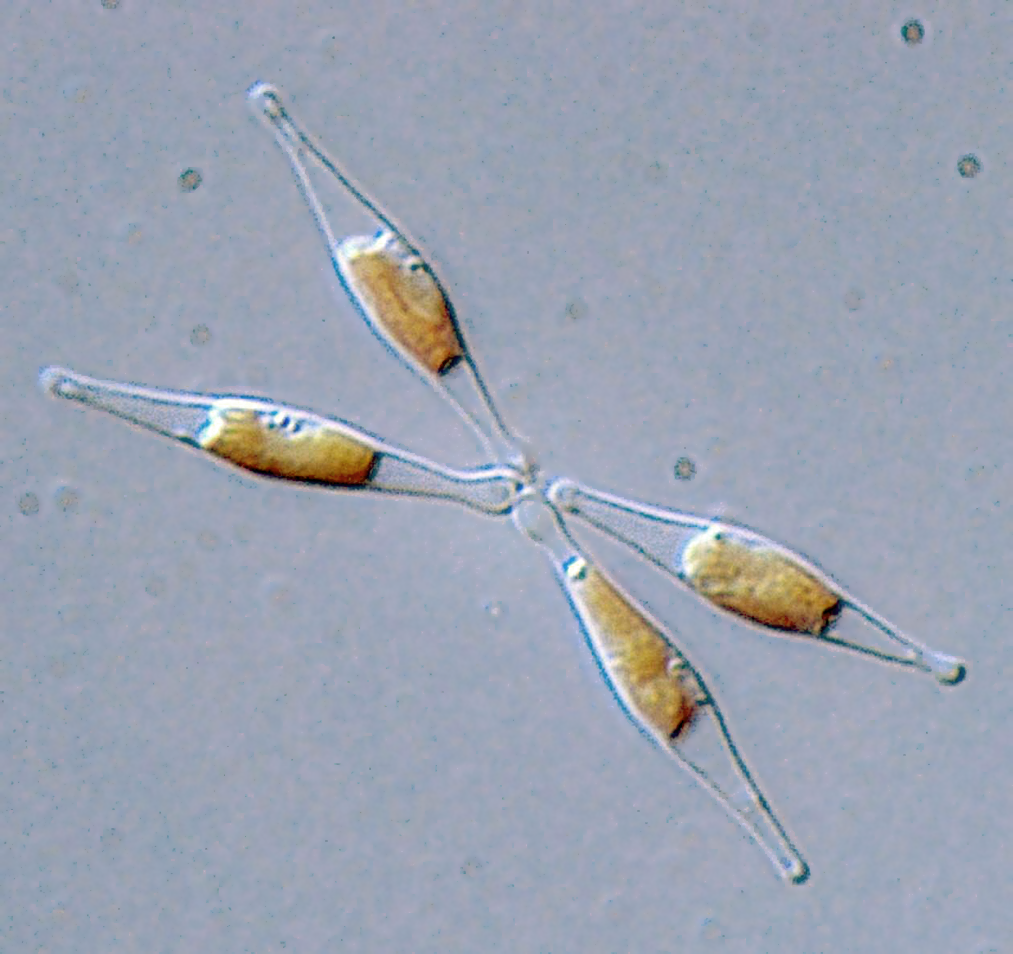
Phaeodactylum tricornutum
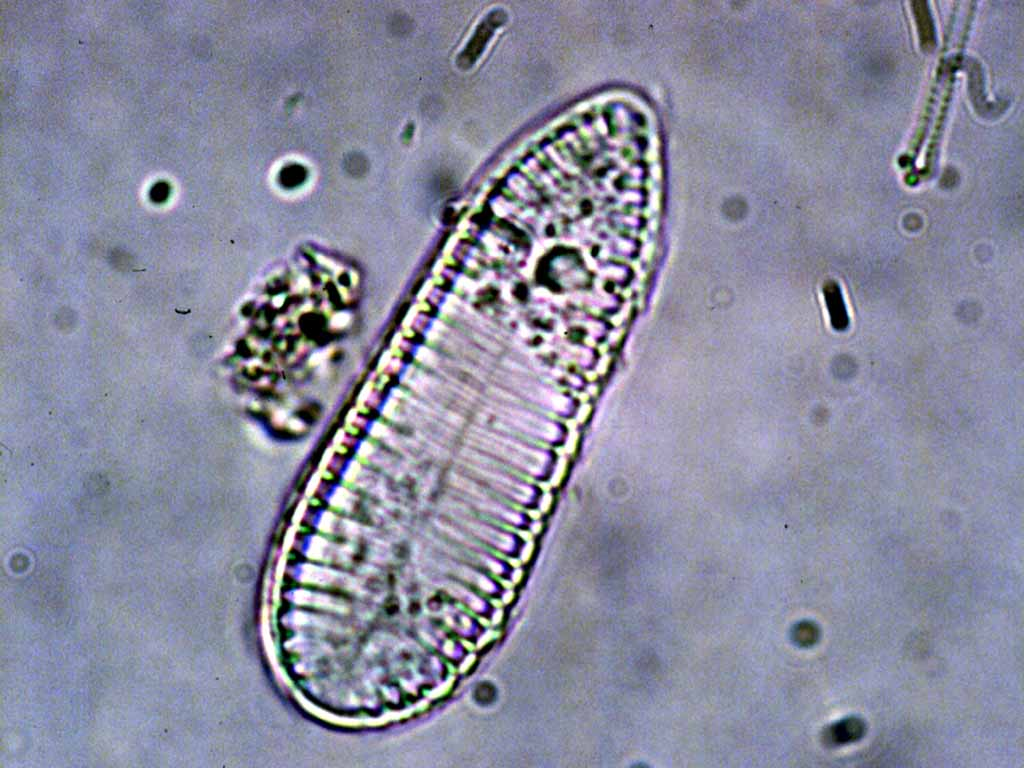
Surirela sublinearis
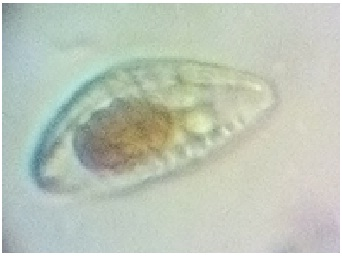
Cymbella sp.
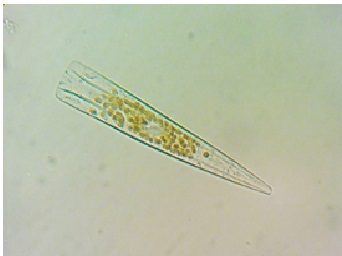
Licmophora sp.